# Malin Andersson
Pour les articles homonymes, voir Andersson.
Malin Elisabeth Andersson, née le 4 mai 1973 à Kristianstad, est une joueuse de football internationale suédoise.

## Carrière
Elle compte 151 sélections avec la Suède entre 1994 et 2005. Elle participe à toutes les grandes compétitions sur cette période : Coupes du monde de 1995, 1999 et 2003, Jeux olympiques de 1996, 2000 et 2004, championnats d'Europe de 1995, 1997, 2001 et 2005. Les Suédoises sont finalistes malheureuses des championnats d'Europe de 1995 et 2001 et de la Coupe du monde 2003. Elle est la capitaine de sa sélection lors des tournois de 2000, 2001 et 2005.
En club, elle joue pour Älvsjö AIK jusqu'en 2001, puis avec Malmö FF, en Damallsvenskan. Elle est championne de Suède cinq années d'affilée, de 1995 à 1999, et elle remporte à titre individuel le Diamantbollen (récompensant la meilleure joueuse de Suède de l'année) en 1995,.